# Arrondissement Auxerre
Das Arrondissement Auxerre ist eine Verwaltungseinheit des französischen Départements Yonne in der Region Bourgogne-Franche-Comté. Hauptort (Sitz der Präfektur) ist Auxerre.
Im Arrondissement liegen elf Wahlkreise (Kantone) und 170 Gemeinden.

## Wahlkreise
- Kanton Auxerre-1
- Kanton Auxerre-2
- Kanton Auxerre-3
- Kanton Auxerre-4
- Kanton Brienon-sur-Armançon (mit sieben von 34 Gemeinden)
- Kanton Chablis (mit 28 von 58 Gemeinden)
- Kanton Charny Orée de Puisaye (mit 14 von 17 Gemeinden)
- Kanton Cœur de Puisaye
- Kanton Joux-la-Ville (mit 16 von 42 Gemeinden)
- Kanton Migennes (mit acht von zehn Gemeinden)
- Kanton Saint-Florentin
- Kanton Vincelles

## Gemeinden
Die Gemeinden des Arrondissements Auxerre sind:
| 1. Aigremont (89002)                   | 2. Andryes (89007)                      | 3. Appoigny (89013)                          | 4. Augy (89023)                        |
| 5. Auxerre (89024)                     | 6. Bassou (89029)                       | 7. Bazarnes (89030)                          | 8. Beaumont (89031)                    |
| 9. Beauvoir (89033)                    | 10. Beine (89034)                       | 11. Bellechaume (89035)                      | 12. Béru (89039)                       |
| 13. Bessy-sur-Cure (89040)             | 14. Beugnon (89041)                     | 15. Bleigny-le-Carreau (89045)               | 16. Bléneau (89046)                    |
| 17. Bonnard (89050)                    | 18. Branches (89053)                    | 19. Brienon-sur-Armançon (89055)             | 20. Butteaux (89061)                   |
| 21. Carisey (89062)                    | 22. Chablis (89068)                     | 23. Chailley (89069)                         | 24. Champcevrais (89072)               |
| 25. Champignelles (89073)              | 26. Champlost (89076)                   | 27. Champs-sur-Yonne (89077)                 | 28. Charbuy (89083)                    |
| 29. Charentenay (89084)                | 30. Charmoy (89085)                     | 31. Charny Orée de Puisaye (89086)           | 32. Chassy (89088)                     |
| 33. Chemilly-sur-Serein (89095)        | 34. Chemilly-sur-Yonne (89096)          | 35. Cheny (89099)                            | 36. Chéu (89101)                       |
| 37. Chevannes (89102)                  | 38. Chichée (89104)                     | 39. Chichery (89105)                         | 40. Chitry (89108)                     |
| 41. Coulangeron (89117)                | 42. Coulanges-la-Vineuse (89118)        | 43. Coulanges-sur-Yonne (89119)              | 44. Courgis (89123)                    |
| 45. Courson-les-Carrières (89125)      | 46. Crain (89129)                       | 47. Deux Rivières (89130)                    | 48. Diges (89139)                      |
| 49. Dracy (89147)                      | 50. Druyes-les-Belles-Fontaines (89148) | 51. Égleny (89150)                           | 52. Épineau-les-Voves (89152)          |
| 53. Escamps (89154)                    | 54. Escolives-Sainte-Camille (89155)    | 55. Esnon (89156)                            | 56. Étais-la-Sauvin (89158)            |
| 57. Festigny (89164)                   | 58. Fleury-la-Vallée (89167)            | 59. Fleys (89168)                            | 60. Fontaines (89173)                  |
| 61. Fontenay-près-Chablis (89175)      | 62. Fontenay-sous-Fouronnes (89177)     | 63. Fontenoy (89179)                         | 64. Fouronnes (89182)                  |
| 65. Germigny (89186)                   | 66. Gurgy (89198)                       | 67. Gy-l’Évêque (89199)                      | 68. Hauterive (89200)                  |
| 69. Héry (89201)                       | 70. Irancy (89202)                      | 71. Jaulges (89205)                          | 72. Jussy (89212)                      |
| 73. La Chapelle-Vaupelteigne (89081)   | 74. La Ferté-Loupière (89163)           | 75. Lain (89215)                             | 76. Lainsecq (89216)                   |
| 77. Lalande (89217)                    | 78. Laroche-Saint-Cydroine (89218)      | 79. Lasson (89219)                           | 80. Lavau (89220)                      |
| 81. Le Val d’Ocre (89334)              | 82. Les Hauts de Forterre (89405)       | 83. Les Ormes (89281)                        | 84. Leugny (89221)                     |
| 85. Levis (89222)                      | 86. Lichères-près-Aigremont (89224)     | 87. Lignorelles (89226)                      | 88. Ligny-le-Châtel (89227)            |
| 89. Lindry (89228)                     | 90. Lucy-sur-Cure (89233)               | 91. Lucy-sur-Yonne (89234)                   | 92. Mailly-la-Ville (89237)            |
| 93. Mailly-le-Château (89238)          | 94. Maligny (89242)                     | 95. Mercy (89249)                            | 96. Méré (89250)                       |
| 97. Merry-la-Vallée (89251)            | 98. Merry-Sec (89252)                   | 99. Mézilles (89254)                         | 100. Migé (89256)                      |
| 101. Migennes (89257)                  | 102. Monéteau (89263)                   | 103. Montholon (89003)                       | 104. Montigny-la-Resle (89265)         |
| 105. Mont-Saint-Sulpice (89268)        | 106. Mouffy (89270)                     | 107. Moulins-sur-Ouanne (89272)              | 108. Moutiers-en-Puisaye (89273)       |
| 109. Neuvy-Sautour (89276)             | 110. Nitry (89277)                      | 111. Ormoy (89282)                           | 112. Ouanne (89283)                    |
| 113. Parly (89286)                     | 114. Paroy-en-Othe (89288)              | 115. Percey (89292)                          | 116. Perrigny (89295)                  |
| 117. Poilly-sur-Serein (89303)         | 118. Poilly-sur-Tholon (89304)          | 119. Pontigny (89307)                        | 120. Pourrain (89311)                  |
| 121. Prégilbert (89314)                | 122. Préhy (89315)                      | 123. Quenne (89319)                          | 124. Rogny-les-Sept-Écluses (89324)    |
| 125. Ronchères (89325)                 | 126. Rouvray (89328)                    | 127. Sainpuits (89331)                       | 128. Saint-Bris-le-Vineux (89337)      |
| 129. Saint-Cyr-les-Colons (89341)      | 130. Sainte-Pallaye (89363)             | 131. Saint-Fargeau (89344)                   | 132. Saint-Florentin (89345)           |
| 133. Saint-Georges-sur-Baulche (89346) | 134. Saint-Martin-des-Champs (89352)    | 135. Saint-Maurice-le-Vieil (89360)          | 136. Saint-Maurice-Thizouaille (89361) |
| 137. Saint-Privé (89365)               | 138. Saint-Sauveur-en-Puisaye (89368)   | 139. Saints-en-Puisaye (89367)               | 140. Seignelay (89382)                 |
| 141. Sementron (89383)                 | 142. Senan (89384)                      | 143. Sery (89394)                            | 144. Sommecaise (89397)                |
| 145. Sormery (89398)                   | 146. Sougères-en-Puisaye (89400)        | 147. Soumaintrain (89402)                    | 148. Tannerre-en-Puisaye (89408)       |
| 149. Thury (89416)                     | 150. Toucy (89419)                      | 151. Treigny-Perreuse-Sainte-Colombe (89420) | 152. Trucy-sur-Yonne (89424)           |
| 153. Turny (89425)                     | 154. Val-de-Mercy (89426)               | 155. Vallan (89427)                          | 156. Valravillon (89196)               |
| 157. Varennes (89430)                  | 158. Venizy (89436)                     | 159. Venouse (89437)                         | 160. Venoy (89438)                     |
| 161. Vergigny (89439)                  | 162. Vermenton (89441)                  | 163. Villefargeau (89453)                    | 164. Villeneuve-les-Genêts (89462)     |
| 165. Villeneuve-Saint-Salves (89463)   | 166. Villiers-Saint-Benoît (89472)      | 167. Villiers-Vineux (89474)                 | 168. Villy (89477)                     |
| 169. Vincelles (89478)                 | 170. Vincelottes (89479)                |                                              |                                        |

## Neuordnung der Arrondissements 2017

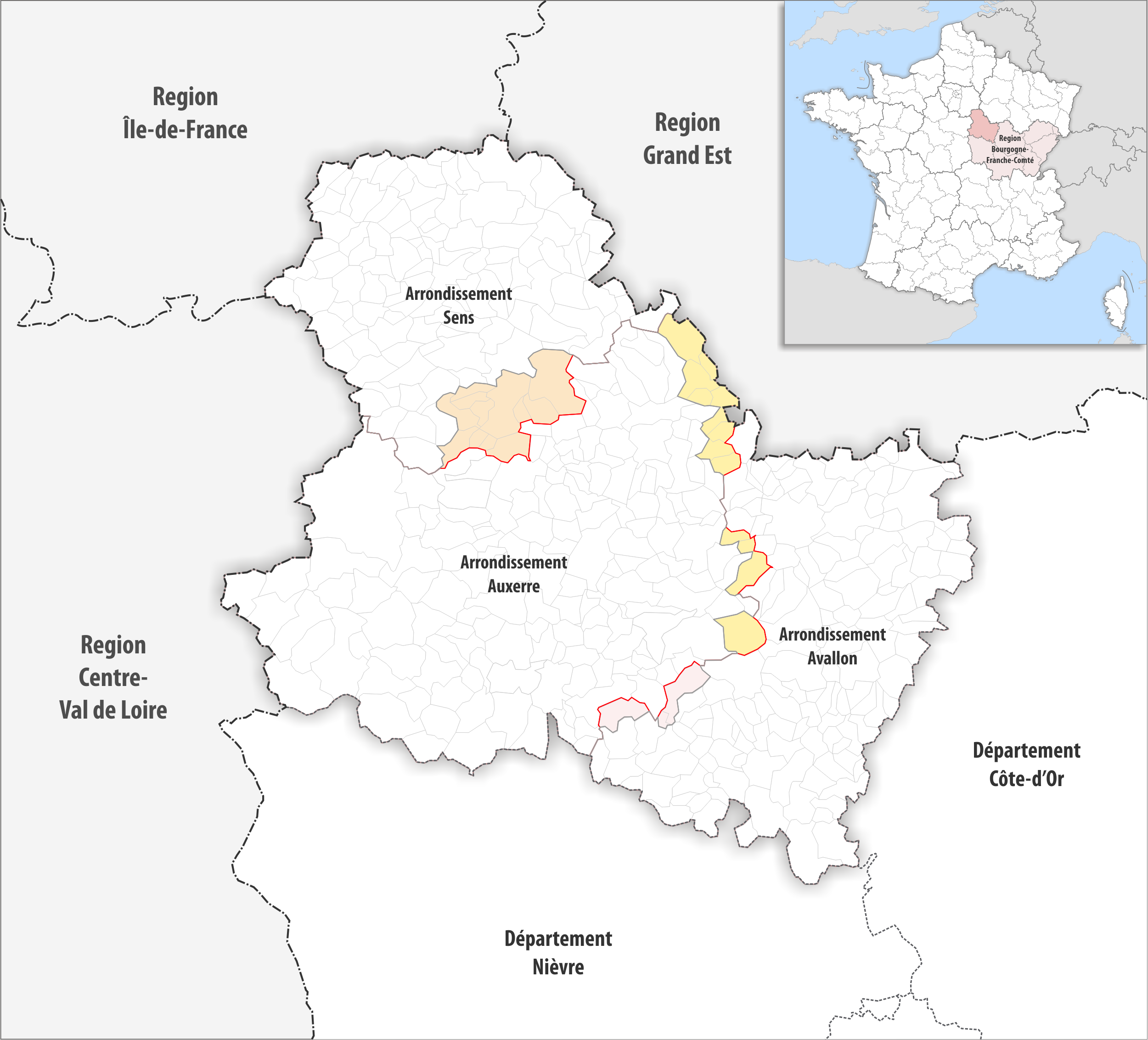
Arrondissementsanpassungen im Jahr 2017

Durch die Neuordnung der Arrondissements im Jahr 2017 wurde aus dem Arrondissement Auxerre die Fläche der zwölf Gemeinden Béon, Brion, Bussy-en-Othe, Cézy, Champlay, Chamvres, Joigny, Looze, Paroy-sur-Tholon, Saint-Aubin-sur-Yonne, Villecien und Villevallier dem Arrondissement Sens und die Fläche der drei Gemeinden Arcy-sur-Cure, Bois-d’Arcy und Merry-sur-Yonne dem Arrondissement Avallon zugewiesen.
Dafür wechselte aus dem Arrondissement Avallon die Fläche der 13 Gemeinden Béru, Beugnon, Butteaux, Carisey, Fleys, Lasson, Neuvy-Sautour, Nitry, Percey, Poilly-sur-Serein, Sormery, Soumaintrain und Villiers-Vineux zum Arrondissement Auxerre.

## Ehemalige Gemeinden seit der landesweiten Neuordnung der Arrondissements
bis 2015: Chambeugle, Charny, Chêne-Arnoult, Chevillon, Dicy, Fontenouilles, Grandchamp, Guerchy, Laduz, Malicorne, Marchais-Beton, Neuilly, Perreux, Prunoy, Sacy, Saint-Aubin-Château-Neuf, Saint-Denis-sur-Ouanne, Saint-Martin-sur-Ocre, Saint-Martin-sur-Ouanne, Vermenton, Villefranche, Villemer
bis 2016: Accolay, Aillant-sur-Tholon, Champvallon, Cravant, Fontenailles, Molesmes, Taingy, Villiers-sur-Tholon, Volgré
bis 2018: Treigny, Sainte-Colombe-sur-Loing

## Vor 1926
Von 1800 (Jahr VIII der Revolution) bis 1926 bestand das Arrondissement aus den heutigen Kantonen, mit Ausnahme von Aillant-sur-Tholon, Bléneau, Brienon-sur-Armançon, Charny, Joigny und Saint-Fargeau, die bis dahin zum mittlerweile aufgelösten Arrondissement Joigny gehörten.